# Ophion crassicornis
Ophion crassicornis là một loài tò vò trong họ Ichneumonidae.